# Así son ellas
Así son ellas é uma telenovela mexicana produzida por Raúl Araiza para a Televisa e exibida pelo El Canal de las Estrellas entre 23 de setembro de 2002 e 24 de janeiro de 2003, sucedendo La otra e antecedendo Niña... amada mía.
É protagonizada por Cecilia Gabriela, Erika Buenfil, Lourdes Munguía, Luz María Jerez, Gabriela Goldsmith e Leticia Perdigón e antagonizada por Maite Embil, Gerardo Quiroz, Franco Gala e Lorenzo de Rodas. 

## Enredo
Dalia, Margarita, Narda, Rosa e Violeta têm sido amigas nos bons e maus momentos, pois elas quando jovens formaram um clube chamado "El Club de las Flores", devido aos nomes de flor que cada uma tinha. As cinco sonhavam com o futuro, pensavam que se casariam, teriam uma linda família e que seguiriam sendo tão boas amigas como quando formaram o clube.
Mas uma coisa são os sonhos e outra coisa é o destino. E o destino quis que as amigas se separassem durante 20 anos, sendo Dalia e Narda as únicas que continuaram em contato, sem saber nada das demais. Um frio dia de outono, a vida voltará a reuni-las por motivos trágicos. Mas, o que foi das inseparáveis amigas durante este tempo? Realizaram seus sonhos? São felizes? Este será outro ponto em comum entre elas: Nenhuma conseguiu a felicidade plena, e as vidas delas são muito diferente do que imaginaram quando se sentavam a sonhar na banca de uma escola.

## Elenco
- Erika Buenfil — Dalia Marcelín Gutiérrez
- Lourdes Munguía — Irene Molet de Villaseñor / Azucena Casablanca
- Leticia Perdigón — Margarita Saavedra Corcuera
- Luz María Jerez — Rosa Corso Rivas de Calderón
- Gabriela Goldsmith — Narda Mareca Amaya
- Cecilia Gabriela — Violeta Carmona Heredia
- Maite Embil — Florencia Linares Escudero
- Alexis Ayala — Diego Montejo
- Armando Araiza — Narciso Villaseñor
- Orlando Carrió — Armando Calderón
- Eduardo Liñán — Fernando Villaseñor
- Jorge Antolín — Julio Bolestáin
- Alejandra Meyer — Brígida Corcuera
- Carmelita González — Tia Luvia
- Rosita Quintana — Carmina del Mar Vda. de Mareca
- Benito Castro — Roque Delfino
- Alfonso Iturralde — Alejandro
- Lorenzo de Rodas — Don Ramiro Sepúlveda
- Gerardo Quiroz — Raymundo Villaseñor
- Leonorilda Ochoa — Rita Díaz
- Luis Reynoso — Ricardo Olvera
- Ariane Pellicer — Elena Molet
- Joemy Blanco — Cecilia Calderón
- Andrés Puentes — Cristián Madrigal
- Susy-Lu Peña — Mercedes Sepúlveda
- Luis Mario Quiroz — Armando Calderón Jr.
- Germán Gutiérrez — Patricio Bolestáin
- Carlos Torres — Roberto "Tito" Fernández
- César Évora — Luis Ávila
- Kelchie Arizmendi — Violeta (jovem)
- Estephanie de la Cruz — Dalia (jovem)
- Consuelo Mendiola — Irene (jovem)
- Gabriela Ferreira — Margarita (jovem)
- Silvia Beguerisse — Rosa (jovem)
- Silvia Ramírez — Narda (jovem)
- Silvia Eugenia Derbez — Carmina (jovem)
- Patricia Martínez — Caridad
- Humberto Herrera — Román
- Mónica Dossetti — Ivette Molina
- Hanny Sáenz — Estela
- Jaime Lozano — Sergio Salomón
- María Fernanda Rodríguez — Carmelita Sepúlveda
- Juan Ignacio Aranda — Carlos
- Arsenio Campos — Mariano Madrigal
- Jaime Herner — Osvaldo Carpio
- Belén Balmori — Annel Paulín
- Daniel Gauvry — Néstor Elorza
- Ginny Hoffman — Rocío
- Sara Monar — Beatriz de Carmona
- Yolanda Ciani — Marina
- Rosángela Balbó — Martha
- Ricardo Silva — Agustín
- Claudia Cervantes — Cleo
- Zully Moreno — Eliana Santos
- Shirley — Belinda
- César Castro — Samuel
- Carlos Cardán — Gelasio Fernandez
- Eleazar Gómez — Arturo Calderón
- Jairo Gómez — Rogelio Calderón
- Ángel Mar — Eduardo Calderón
- Alejandra Ortega — Cristal
- Jesús Betanzos — El Marimbas
- Rosita Bouchot — Chela
- Miguel Ángel Cardiel — El Medusas
- Yuvia Charlín — Sandra
- Susana Contreras — Cielo
- Marcia Coutiño — Dra. Esther
- Martín Hernández — Manuel Corso
- Moises Iván Mora — Carmona
- Sergio Jiménez — Diretor do teatro
- Mariana Karr — Emilia
- Emmanuel Lira
- Eduardo Lugo — Demesio
- Isabel Martínez "La Tarabilla" — Nicandra
- Carmela Massó — Cándida
- Constanza Mier — Hilda Ávila Carmona
- Eduardo Monti — Rigo Delfino
- Claudia Morán — Secretária
- Oscar Mozo — Román (jovem)
- Arturo Muñoz — Detective Espinoza
- Haydeé Navarra — Lorena
- Gustavo Negrete — Atilio Linares
- Raúl Ochoa — Médico de Irene
- María Dolores Oliva — Tránsito
- Rafael Origel — Superman
- Martha Ortiz — Elvira de Olvera
- Adalberto Parra — Dr. Castro
- Emiliano Quintero — Filho de Violeta
- Bruno Rey — Bruno
- Diego Alberto Rey — Filho de Violeta
- Raúl Ramírez — Director Marín
- Luis Javier Rojas — Juiz
- Martín Rojas — Nacho
- Manuel Sánchez — Kaliman
- Evelyn Solares — Tila
- Moisés Suárez — Octavio
- Alejandro Calva — Médico de Dalia
- Cynthia Urias — Maritza
- Christian Uribe
- Gloria Valadez — Gena
- Tere Valadez — Dra. Olivia Cairo
- Sylvia Valdez — Mãe de Estela
- Mercedes Vaughan — Nora de León
- Luis Xavier — Jorge
- Rocío Yaber — Amparo

## Audiência
Alcançou média geral de 18,7 pontos.